# Eryngium nasturtiifolium
Eryngium nasturtiifolium är en flockblommig växtart som beskrevs av Antoine Laurent de Jussieu och François Delaroche. Eryngium nasturtiifolium ingår i släktet martornar, och familjen flockblommiga växter. Inga underarter finns listade i Catalogue of Life.